# Manuel Rocamora i Vidal
Manuel Rocamora i Vidal   (Barcelona, 2 d'abril de 1892 - Barcelona, 6 de febrer de 1976), va un ser pintor, escriptor, mecenes i sobretot un destacat col·leccionista català. Va hostatjar diverses col·leccions a la Casa Rocamora.

## Biografia
Era fill del fabricant de sabons i espelmes Marc Rocamora i Pujolà i d'Anna Vidal i Sala, i germà d'Antoni Rocamora i Vidal, casat amb Maria Caterina Nieto i Casas, marquesa de Villamizar i neboda del pintor Ramon Casas.
Com a pintor, es va formar a l'Escola de Belles Arts de la Llotja, essent deixeble de Fèlix Mestres. La seva producció està centrada en paisatges i bodegons, amb els que va participar en una trentena d'exposicions entre els anys 1926 i 1974. Entre les mostres individuals, destaquen les de La Pinacoteca (1929), Galeries Syra (1934), Galeries Argos (1954) i l'exposició antològica a les Galeries Espanyoles (1972). De les exposicions col·lectives, cal destacar la participació a l'Exposició Internacional de Barcelona (1929), les Exposicions  de  Primavera  (1932, 1934, 1935 i 1936),  les Exposicions Nacionals de Belles Arts (1942 i 1944) i a l’Exposició Municipal de Belles Arts (1951).

## Museu d'Indumentària-Col·lecció Rocamora
Els seus primers anys de vida a la casa familiar els va passar envoltat d'obres d'art. Manuel Rocamora, que dominava diversos idiomes (francès, italià, anglès, alemany), va viatjar al llarg de la seva vida per Espanya i d'altres països d'Europa i Amèrica, comprant peces i objectes per a les seves col·leccions. Les seves àrees d'interès eren variades: Aerostàtica, autògrafs, ceràmica, dibuixos, enquadernacions, mascarons de proa, medallística, numismàtica, pintura, porcellana, targetes de visita, vidre, etc.
El 1969, a partir de la donació de la seva col·lecció a l'Ajuntament de Barcelona, va néixer el Museu d'Indumentària-Col·lecció Rocamora, que es va ubicar al Palau del Marquès de Llo, al carrer de Montcada, 12 de Barcelona. L'any 1982, es va unificar amb el Museu Tèxtil i el Museu de les Puntes, per crear el nou Museu Tèxtil i d'Indumentària, que el 2008 traslladà les seves col·leccions al Palau de Pedralbes i sorgí l'oportunitat d'una nova presentació de la col·lecció permanent amb la mostra El cos vestit, que explica com el vestit modifica la imatge del cos des del segle xvi fins a l'actualitat i on es pot veure una destacada mostra de vestits de la col·lecció original d'en Manuel Rocamora.
Entre 2013 i 2014, les col·leccions del museu es traslladaren i adequaren a l'edifici Disseny Hub Barcelona de la plaça de les Glòries, la nova seu del Museu del Disseny de Barcelona, inaugurat el desembre del 2014.